# Onycholyda kervillei
Onycholyda kervillei är en stekelart som först beskrevs av Friedrich Wilhelm Konow 1903.  Onycholyda kervillei ingår i släktet Onycholyda, och familjen spinnarsteklar. Arten har ej påträffats i Sverige.